# مایکل اسکیبه
مایکل اسکیبه (آلمانی: Michael Skibbe؛ زادهٔ ۴ اوت ۱۹۶۵) بازیکن سابق و مربی فوتبال اهل آلمان است. وی سرمربی فعلی باشگاه فوتبال سانفریس هیروشیما ژاپن است‌.